# Гассиев, Пётр Леонидович
Пётр Леонидович Гассиев  (осет. Гасситы Леониды фырт Петр) — политический и государственный деятель. Депутат Парламента Республики Южная Осетия с 8 июня 2014 года, Председатель Парламента Республики Южная Осетия с 7 июня 2017 по 20 июня 2019 года. Председатель Центрального комитета РПП «Единая Осетия».

## Биография
Гассиев Пётр Леонидович родился 18 июня 1972 года в городе Цхинвал, Юго-Осетинская Автономной области.
В 1989 году окончил Цхинвальскую среднюю школу № 2.
В 1990 году поступил в ЮОГУ имени А. Тибилова на историко-филологический факультет.
В 1996—1997 годах работал в МИД РЮО.
С 2004 года по 2006 год занимал должность государственного советника президента РЮО.
С 2007 по 2015 год работал продюсером телекомпании НТВ в Южной Осетии и Северной Осетии — Алании.
С 2010 по 2013 год — начальник операторского отдела ГТРК «Ир».
В июне 2014 года был избран депутатом парламента РЮО VI созыва.
В июне 2017 года был избран Председателем Парламента РЮО.
С июня 2019 года — депутат Парламента РЮО VII созыва, был избран Первым заместителем Председателя Парламента РЮО.

## Семья
Женат, воспитывает двух сыновей.

## Награды
- Орден Мужества (2009 год)
- Медаль «Защитник Православия» РПЦ
- Медаль в ознаменование «5-летия признания независимости РЮО»
- Медаль в ознаменование «20-летия независимости РЮО»

Также Пётр Гассиев награждён Почётными грамотами Южной Осетии, Северной Осетии-Алании, Республики Дагестан, Чеченской Республики.